# Coctelera

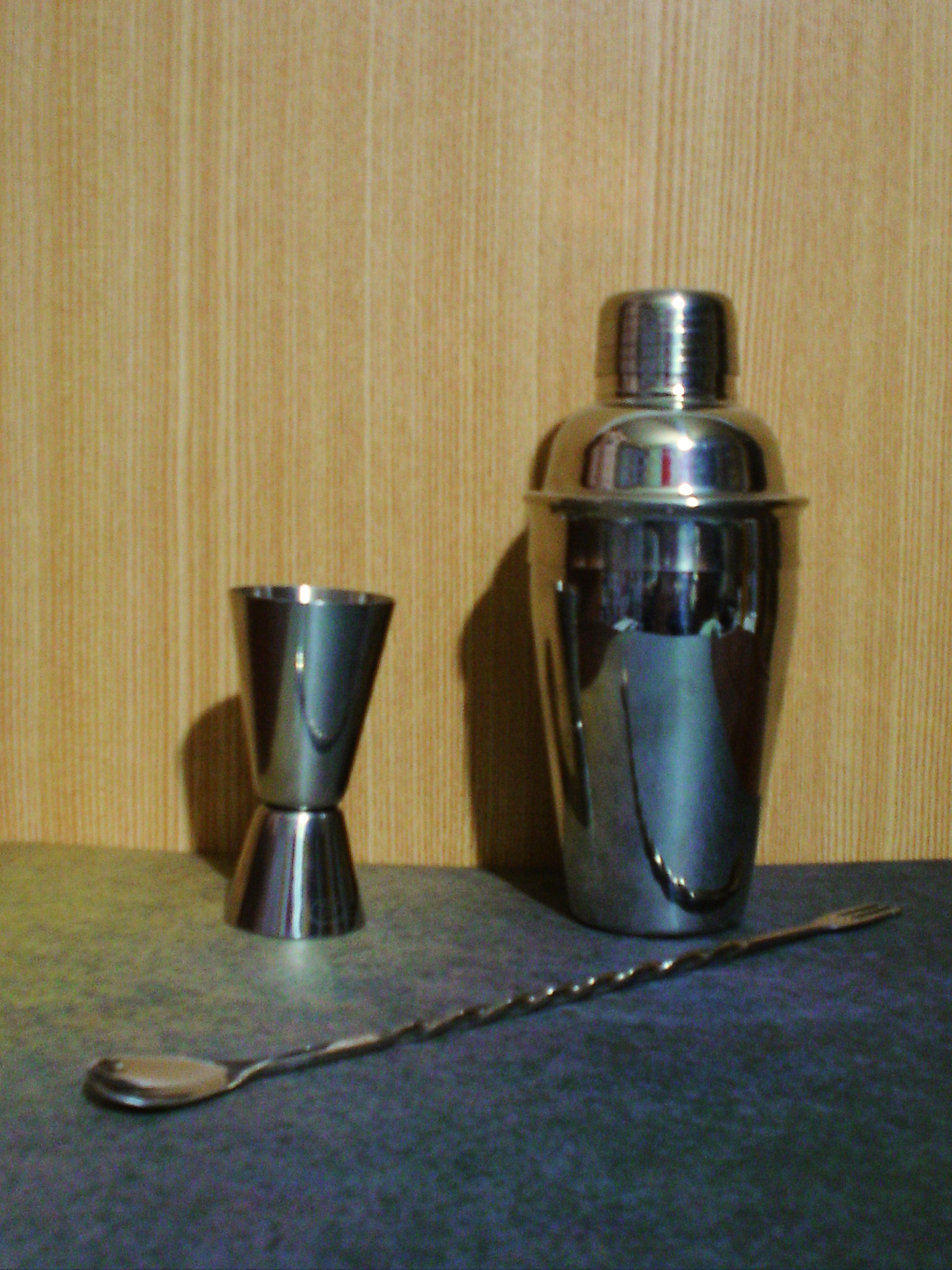
Imatge d'una coctelera (dreta).

Es denomina coctelera a un recipient especialment dissenyat per a barrejar begudes. És utilitzat principalment pel barman en bars i discoteques per a la preparació de còctels.
Per a la preparació del còctel, es col·loquen els ingredients a la coctelera (generalment sucs de fruita, licors, glaçons, etc.) i se sacseja durant alguns segons.
Existeixen diferents tipus de cocteleres. Poden variar en la quantitat de peces, el disseny i el material amb què estan fetes. La majoria de les cocteleres modernes estan fetes d'acer.